# Zimmern (Tann)
Zimmern ist ein Gemeindeteil und eine Gemarkung des Marktes Tann im niederbayerischen Landkreis Rottal-Inn.

## Geographische Lage
Das Pfarrdorf Zimmern liegt rund 3,5 km nordöstlich vom Markt Tann an den Kreisstraßen PAN 52 und PAN 15. Die Entfernung zu den nächsten Städten Simbach am Inn/Braunau (OÖ) beträgt 13 km und zur Kreisstadt Pfarrkirchen ca. 10 km. Ortsbildprägend sind die Pfarrkirche Sankt Michael und der ehemalige Pfarrhof mit Ökonomiegebäuden.

## Geschichte
Die alte Säkularpfarrei Cymmern wurde am 20. Juli 1316 vom Graf Heinrich von Leonberg an den Deutschen Orden übergeben, welcher das Patronat bis 1809 ausübte. Der stattliche Barock-Pfarrhof wurde in den Jahren 1725 bis 1728 unter Förderung von Max Emanuel von Bayern erbaut. Im Jahr 1811 wurde das erste Schulhaus erbaut, es war gleichzeitig Mesnerhaus. 1813 wird der Schullehrer Dempel zu Zimmern urkundlich erwähnt. Im Zuge der Gebietsreform in Bayern wurde die bis dahin selbständige Gemeinde am 1. Januar 1972 in den Markt Tann eingegliedert.

## Vereine und öffentliches Leben
In Zimmern ist eine der vier Freiwilligen Feuerwehren der Gemeinde Tann mit einer über 100-jährigen Tradition. Sie ist mit einem relativ neuen Feuerwehrhaus ausgestattet.
Weitere aktive Vereine sind Krieger- und Soldatenkameradschaft, die kath. Landjugend und kath. Frauenbund sowie ein Stockschützen- und ein Tennisverein. Außerdem gab es in Zimmern eine Discothek, die über den Landkreis hinaus bekannt war.